# Micah Richards
Micah Lincoln Richards (ur. 24 czerwca 1988 w Birmingham) – angielski piłkarz, który grał na pozycji prawego lub środkowego obrońcy. W latach 2006–2012 reprezentant Anglii.

## Kariera klubowa
Richards urodził się w Birmingham w czasie, gdy jego rodzice przebywali u krewnych w odwiedzinach. Dorastał jednak w Leeds i tam też zaczął swoją piłkarską karierę w Leeds City Boys. W wieku 12 lat Richards trafił do młodzików Oldham Athletic, a w 2001 roku przeniósł się do Manchesteru City.
W pierwszej drużynie Richards zadebiutował 22 października 2005 roku w przegranym 0:1 wyjazdowym meczu z Arsenalem, gdy w 85. minucie zmienił Danny'ego Millsa. Pierwszy mecz w pełnym wymiarze czasowym rozegrał 12 lutego, gdy City podejmowało na własnym boisku Charlton Athletic (3:2). Ogółem w całym sezonie rozegrał 13 ligowych meczów i z Manchesterem zajął 15. miejsce w Premier League. W tym samym sezonie Richards był kapitanem młodzieżowej drużyny City, która dotarła do finału Młodzieżowego Pucharu Anglii. Nie grał w pierwszym meczu z Liverpoolem, przegranym 0:3, ale powrócił na drugi, wygrany przez City 2:0.
W lipcu 2006 roku Manchester City odrzucił ofertę Tottenhamu Horspur w sprawie kupna Richardsa za 5 milionów funtów. 25 lipca Richards podpisał nowy 4-letni kontrakt z zespołem z City of Manchester Stadium i otrzymał nowy numer 2 zamiast poprzedniego 45. Od początku sezonu 2006/2007 stał się graczem podstawowej jedenastki Manchesteru. 30 września w wyjazdowym meczu z Evertonem zdobył swojego pierwszego gola w lidze, w 90 minucie wyrównując stan meczu na 1:1. Cały sezon zakończył natomiast z 28 ligowymi występami. Przez następne dwa lata również nie stracił miejsca w wyjściowym składzie. W lipcu 2009 roku zdiagnozowano u niego świńską grypę.
| Sezon                    | Klub                     | Kraj                     | Rozgrywki                | Mecze | Bramki |
| ------------------------ | ------------------------ | ------------------------ | ------------------------ | ----- | ------ |
| 2005/06                  | Manchester City          | Anglia                   | Premier League           | 13    | 0      |
| 2006/07                  | Manchester City          | Anglia                   | Premier League           | 28    | 1      |
| 2007/08                  | Manchester City          | Anglia                   | Premier League           | 25    | 0      |
| 2008/09                  | Manchester City          | Anglia                   | Premier League           | 34    | 1      |
| 2009/10                  | Manchester City          | Anglia                   | Premier League           | 23    | 2      |
| 2010/11                  | Manchester City          | Anglia                   | Premier League           | 18    | 1      |
| 2011/12                  | Manchester City          | Anglia                   | Premier League           | 29    | 1      |
| 2012/13                  | Manchester City          | Anglia                   | Premier League           | 7     | 0      |
| 2013/14                  | Manchester City          | Anglia                   | Premier League           | 2     | 0      |
| 2014/15                  | ACF Fiorentina           | Włochy                   | Serie A                  | 9     | 0      |
| 2015/16                  | Aston Villa              | Anglia                   | Premier League           | 24    | 1      |
| 2016/17                  | Aston Villa              | Anglia                   | Championship             | 2     | 0      |
| 2017/18                  | Aston Villa              | Anglia                   | Championship             | 0     | 0      |
| Łącznie w Championship   | Łącznie w Championship   | Łącznie w Championship   | Łącznie w Championship   | 2     | 0      |
| Łącznie w Premier League | Łącznie w Premier League | Łącznie w Premier League | Łącznie w Premier League | 203   | 7      |
| Łącznie w Serie A        | Łącznie w Serie A        | Łącznie w Serie A        | Łącznie w Serie A        | 9     | 0      |

## Kariera reprezentacyjna

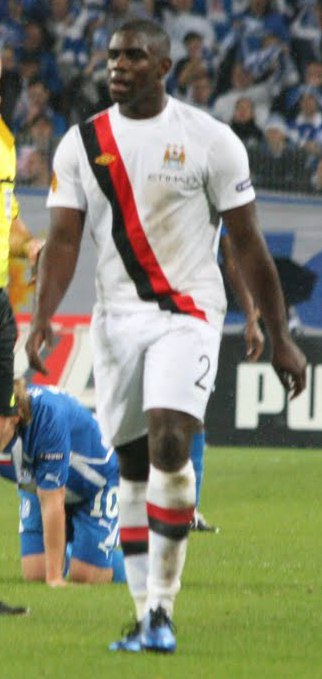
Micah Richards podczas meczu z Lechem Poznań.

Richards ma za sobą występy w młodzieżowej reprezentacji Anglii. W listopadzie 2006 roku został powołany przez Steve'a McClarena do pierwszej kadry na towarzyski mecz z Holandią. Zagrał w nim od pierwszych minut i był to jego pierwszy mecz w reprezentacji. 8 września 2007 roku w wygranym 3:0 spotkaniu z Izraelem zdobył pierwszą i jedyną bramkę dla swojego kraju. W barwach narodowych zaliczył 13 występów.